# Huszonöt év
A Huszonöt év az Omen együttes 2015-ben megjelent jubileumi albuma. Ezen az albumon hallható először Nagy Máté gitárjátéka, aki még 2013-ban váltotta Szijjártó Zsoltot. Ugyanakkor ez az utolsó album, amin Koroknai Árpád énekel és Vörös Gábor basszusgitározik. Az album összes dalszövegét Horváth Attila jegyzi. A címadó dalhoz klipet is forgatott a zenekar, a Tébolydal klipje pedig november 15.-én debütált. 2016-ban a harmadik klip is elkészült a Testvér, te játssz a mélynek című dalhoz.

## Az album dalai
1. A kémiáról szól – (Nagy Máté – Koroknai – Horváth) – 3:14
2. Huszonöt év (Nagy Máté – Koroknai – Horváth) – 4:39
3. Fáradt ez a hely – (Nagyfi – Horváth) – 3:49
4. Most, amíg vannak (Nagyfi – Horváth) – 3:46
5. Tébolydal – (Nagy Máté – Koroknai – Horváth) – 4:28
6. Testvér, te játssz a mélynek – (Nagyfi – Horváth) – 3:41
7. Szabad vagy, ne félj – (Nagy Máté – Koroknai – Horváth) – 3:45
8. Túlélők vagyunk – (Nagyfi – Horváth) – 4:07
9. Keresem – (Nagyfi – Koroknai – Horváth) – 5:00
10. Villámokkal jönnöd – (Nagy Máté – Koroknai – Horváth) – 4:04

## Közreműködők
- Koroknai Árpád – ének
- Nagyfi László – gitár
- Nagy Máté – gitár
- Vörös Gábor – basszusgitár
- Nagyfi Zoltán – dob
- Horváth Attila – dalszövegek